# Spermophagus sericeus

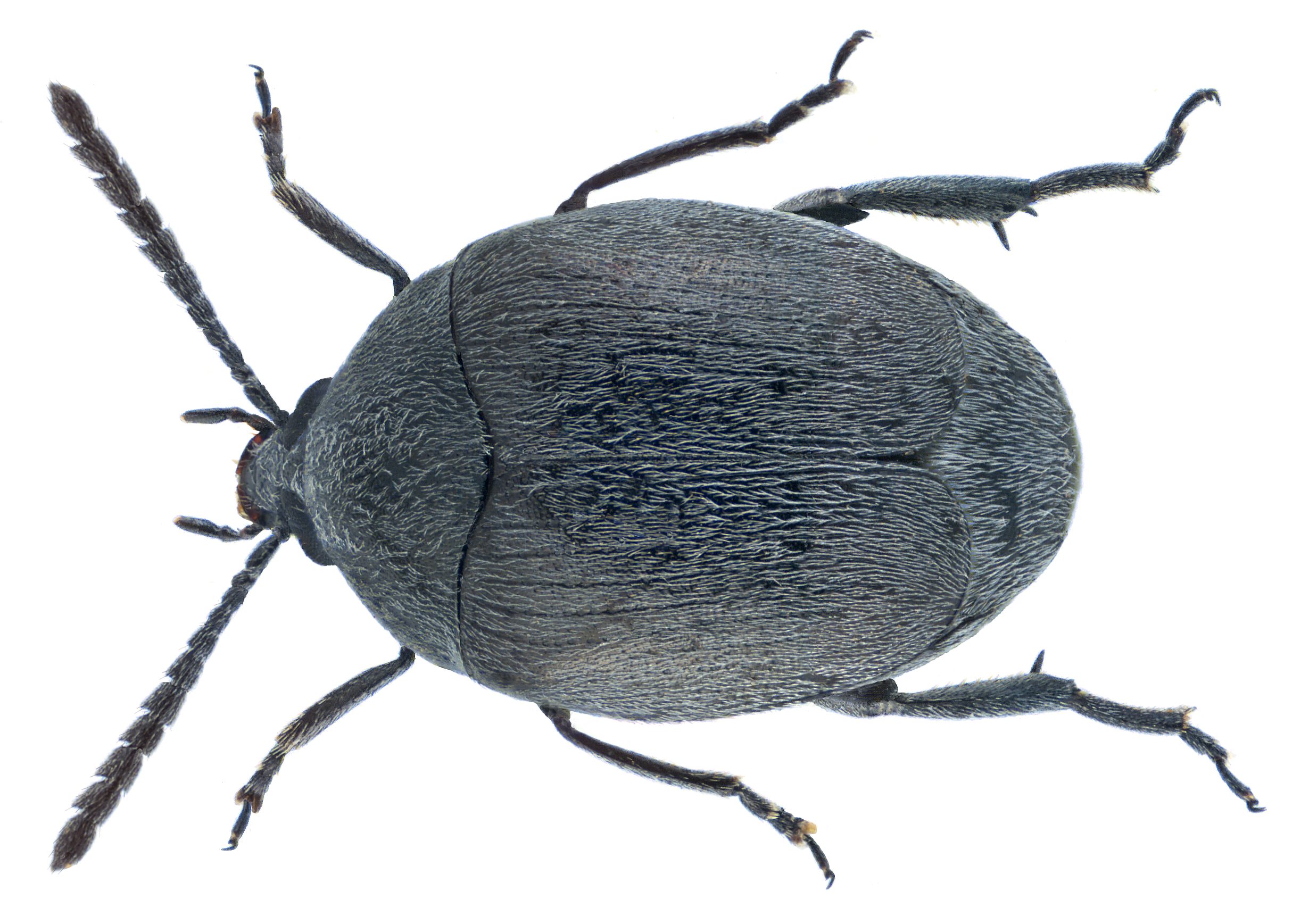
Präparat

Spermophagus sericeus, auch als Zistrosen-Samenkäfer bekannt, ist ein Käfer aus der Unterfamilie der Samenkäfer (Bruchinae).

## Merkmale
Die 1,5–2,9 mm langen Käfer besitzen eine kurzovale Gestalt. Die schwarzen Käfer sind silbergrau behaart. Der Halsschild ist doppelt punktiert. Auf der Halsschildmitte verschwindet die gröbere Punktierung oft nahezu. Über die Flügeldecken verlaufen mehrere feine Punktreihen. Die Flügeldecken bedecken nicht den ganzen Hinterleib. Die Fühler und Beine sind schwarz.

## Ähnliche Arten
- Bruchidius ater – keine langen Dorne vor dem Ende der Tibia (Schienen)[1]
- Spermophagus calystegiae – Halsschild über die ganze Fläche gleichmäßig punktiert;  die Punkte der Flügeldeckenstreifen sind meist weniger fein als bei Spermophagus sericeus;[2] im Wesentlichen nur durch Genitaluntersuchung unterscheidbar;[2] in den letzten Jahren von Osteuropa aus nach Mitteleuropa eingewandert.[3]
- Spermophagus kuesteri – die Dornen an den hinteren Tibia sind rot; in Südeuropa verbreitet[3]

## Vorkommen
Die Käferart ist in Süd- und Mitteleuropa weit verbreitet und häufig. Im Norden reicht ihr Vorkommen bis in den Süden von Fennoskandinavien. In England kommt die Art lokal vor. Die Art fehlt im Gebirge.

## Lebensweise
Als Wirtspflanzen der Käferart gelten die Windengewächse Acker-Winde (Convolvulus arvensis), Echte Zaunwinde (Calystegia sepium) und Strandwinde (Calystegia soldanella).  Die Weibchen legen ab Anfang Juni ihre Eier an der Oberfläche der Samen ab. Die frisch geschlüpften Larven bohren sich ab Mitte Juni in die Samen hinein, wo sie sich schließlich verpuppen. In Europa gilt Spermophagus sericeus als einzige Art der Gattung, die sich in Samen der Acker-Winde entwickelt.
Die adulten Käfer fliegen von Mai bis September. Man beobachtet sie am häufigsten zwischen Mitte Mai und Ende Juni. Die Käfer besuchen die Blüten verschiedener Pflanzen, insbesondere von Windengewächsen, Korbblütlern (Disteln, Kratzdisteln, Kornblume) und Rosengewächsen.

## Natürliche Feinde
Als Eiparasitoide von Spermophagus sericeus gelten die Erzwespen Uscana spermophagi aus der Familie Trichogrammatidae, Bruchophagus sp. aus der Familie Eurytomidae und Dinarmus acutus aus der Familie Pteromalidae.

## Taxonomie
In der Literatur finden sich folgende Synonyme:
- Euspermophagus sericeus (Geoffroy, 1785)
- Bruchus sericeus Geoffroy, 1785
- Mylabris sericeus Geoffroy, 1785
- Spermophagus subdenudatus Motschulsky, 18747
- Euspermophagus cisti auct., nec Olivier
- Euspermophagus cardui Boheman